# Leichtathletik-Weltcup 1992
Der 6. Leichtathletik-Weltcup fand vom 25. bis zum 27. September 1992 im Estadio Panamericano de Cuba von Havanna (Kuba) statt.
Es nahmen 326 Athleten aus 54 Nationen teil. Sieger wurde bei den Männern die Mannschaft von Afrika und bei den Frauen die Mannschaft des Vereinten Teams.

## Punktevergabe
| Platz | Punkte |
| ----- | ------ |
| 1     | 8      |
| 2     | 7      |
| 3     | 6      |
| 4     | 5      |
| 5     | 4      |
| 6     | 3      |
| 7     | 2      |
| 8     | 1      |

## Endstand

### Männer
| Platz | Team                   | Punkte |
| ----- | ---------------------- | ------ |
| 1     | Afrika                 | 115    |
| 2     | Vereinigtes Königreich | 103    |
| 3     | Amerika                | 99     |
| 4     | Europa                 | 92     |
| 5     | Vereinigte Staaten     | 90     |
| 6     | Vereintes Team         | 84     |
| 7     | Asien                  | 80     |
| 8     | Ozeanien               | 45     |

### Frauen
| Platz | Team               | Punkte |
| ----- | ------------------ | ------ |
| 1     | Vereintes Team     | 102    |
| 2     | Europa             | 94     |
| 3     | Amerika            | 79     |
| 4     | Vereinigte Staaten | 79     |
| 5     | Deutschland        | 74     |
| 6     | Afrika             | 70     |
| 7     | Asien              | 69     |
| 8     | Ozeanien           | 40     |